# Bohari
Bohari é uma vila no distrito de Barpeta, no estado indiano de Assam.

## Demografia
Segundo o censo de 2001, Bohari tinha uma população de 7976 habitantes. Os indivíduos do sexo masculino constituem 52% da população e os do sexo feminino 48%. Bohari tem uma taxa de literacia de 59%, inferior à média nacional de 59,5%; a literacia no sexo masculino é de 67% e no sexo feminino é de 51%. 13% da população está abaixo dos 6 anos de idade.